# Adenanthos terminalis
Adenanthos terminalis är en tvåhjärtbladig växtart som beskrevs av Robert Brown. Adenanthos terminalis ingår i släktet Adenanthos och familjen Proteaceae. Inga underarter finns listade i Catalogue of Life.